# Túl sok
A Túl sok (eredeti cím: Too Much) 2025-ös brit–amerikai romantikus vígjátéksorozat, amelyet Lena Dunham és Luis Felber alkotott. A főbb szerepekben Megan Stalter és Will Sharpe látható.
Az Amerikai Egyesült Államokban és Magyarországon 2025. július 10-én mutatta be a Netflix.

## Ismertető
Egy traumatikus szakítás után a harmincas éveiben járó, New York-i reklámproducer, Jessica elfogad egy munkalehetőséget, amely Londonba szólítja. A brit kosztümös filmek és romantikus történetek rajongójaként Jessica meglepődik, amikor tanácsi lakásban kap szállást, és egyre inkább érzi a magányt. Miután erőt vesz magán, hogy egyedül elmenjen egy pubba, szemtanúja lesz, ahogy Felix, a zenész, fellép. Végül Felix hazakíséri őt, és lassan szerelem kezd kibontakozni közöttük. Ahhoz azonban, hogy kapcsolatuk egészségesen fennmaradhasson, Felixnek és Jessicának át kell hidalniuk a kulturális különbségeket, szembe kell nézniük korábbi szerelmi múltjukkal és saját családi problémáikkal.

## Szereplők

### Főszereplők
| Szereplők | Színész       | Magyar hang         |
| --------- | ------------- | ------------------- |
| Jessica   | Megan Stalter | Ligeti Kovács Judit |
| Felix     | Will Sharpe   | Csiby Gergely       |

### Mellékszereplők
| Szereplők          | Színész              | Magyar hang        |
| ------------------ | -------------------- | ------------------ |
| Zev                | Michael Zegen        | Fehér Tibor        |
| Auggie             | Prasanna Puwanarajah | Gacsal Ádám        |
| Lois Salmon        | Rita Wilson          | Kovács Nóra        |
| Gaz                | Dean-Charles Chapman | Czető Roland       |
| Josie              | Daisy Bevan          | Kurta Niké         |
| Dottie             | Rhea Perlman         | Zsurzs Kati        |
| Wendy Jones        | Emily Ratajkowski    | Bogdányi Titanilla |
| Jonno Ratigan      | Richard E. Grant     | Hirtling István    |
| Kim Keith          | Janicza Bravo        | Haffner Anikó      |
| Eoin Independiente | Carlos O’Connell     | Czető Ádám         |
| Nora South         | Lena Dunham          | Kokas Piroska      |
| Dash South         | Oliver Nirenberg     | Rostás Ábel        |
| James South        | Andrew Rannells      | Rajkai Zoltán      |
| Boss Gibbons       | Leo Reich            | Fáncsik Roland     |
| Ann Ratigan        | Naomi Watts          | Kiss Erika         |
| Polly              | Adèle Exarchopoulos  | Erdős Borcsa       |
| Linnea             | Adwoa Aboah          | Pikali Gerda       |

### Magyar változat
- Magyar szöveg: Fehérvári Laura
- Hangmérnök: Bederna László
- Vágó: Pilipár Éva
- Gyártásvezető: Vigvári Ágnes
- Szinkronrendező: Orosz Ildikó
- Produkciós vezető: Fekete Márk

A szinkront a Direct Dub Studios készítette.

## Epizódok
| Sor. | Év. | Cím                                                     | Rendező          | Író                             | Premier          |
| ---- | --- | ------------------------------------------------------- | ---------------- | ------------------------------- | ---------------- |
| 1.   | 1.  | Értelmetlen érzelem (Nonsense & Sensibility)            | Lena Dunham      | Lena Dunham és Luis Felber      | 2025. július 10. |
| 2.   | 2.  | Picsog a nő (Pity Woman)                                | Lena Dunham      | Lena Dunham                     | 2025. július 10. |
| 3.   | 3.  | Mindegy, felkel-e a Nap (Ignore Sunrise)                | Lena Dunham      | Lena Dunham                     | 2025. július 10. |
| 4.   | 4.  | Sztárom a károm (Notting Kill)                          | Lena Dunham      | Lena Dunham                     | 2025. július 10. |
| 5.   | 5.  | Pink Valentin (Pink Valentine)                          | Lena Dunham      | Lena Dunham                     | 2025. július 10. |
| 6.   | 6.  | Kétely, fiúról (To Doubt a Boy)                         | Lena Dunham      | Lena Dunham és Collier Meyerson | 2025. július 10. |
| 7.   | 7.  | Ekéző szavak (Terms of Resentment)                      | Lena Dunham      | Lena Dunham és Luis Felber      | 2025. július 10. |
| 8.   | 8.  | Egy esküvő és ex nem kevés (One Wedding and a Sex Pest) | Janicza Bravo    | Lena Dunham és Monica Heisey    | 2025. július 10. |
| 9.   | 9.  | Igazából elegem (Enough, Actually)                      | Alicia MacDonald | Lena Dunham                     | 2025. július 10. |
| 10.  | 10. | A rólad ragasztott kép (The Idea of Glue)               | Lisa Gunning     | Lena Dunham                     | 2025. július 10. |

## A sorozat készítése
A házaspárként dolgozó Lena Dunham és Luis Felber vezető producerként jegyzik a tíz epizódból álló sorozatot, melyben Dunham rendezőként, Felber pedig zeneszerzőként működött közre. Az vezető producerek között szerepel még Tim Bevan, Eric Fellner, Michael P. Cohen, Surian Fletcher-Jones és Bruce Eric Kaplan, a producer pedig Camilla Bray. A sorozatot a Working Title Television, valamint Dunham saját produkciós cége, a Good Thing Going készítette.

### Szereplőválogatás
Megan Stalter és Will Sharpe 2023 decemberében kapták meg a főszerepeket. 2024 februárjában felröppent a hír, hogy Emily Ratajkowski tárgyalásokat folytat egy szerep elvállalásáról. A teljesebb szereplőgárdát a következő hónapban hozták nyilvánosságra.

### Forgatás
A forgatás 2024 februárjában zajlott Beaconsfieldben. 2024 júniusában Brooklynban is forgattak. Emellett 2024-ben Londonban is készültek felvételek.